# Давньоірландська мова
Давньоірландська мова (давньоірл. Goídelc; ірл. Sean-Ghaeilge; шотл. гел. Seann Ghàidhlig; мен. Shenn Yernish)  — одна з найдавніших відомих форм гойдельських мов, якою написана велика кількість текстів. Існувала  у 7-10 ст..
Основні нині відомі тексти датуються 700-850 роками. Станом на 900 рік мова вже перейшла на ранню середньоірландську. Деякі давньоірландські тексти датуються 10-м століттям, хоча, вочевидь, це копії текстів, складених в більш ранній період. Таким чином, давньоірландська є предком сучасних ірландської, менської та шотландської гельської.
Давньоірландська мала особливо складну систему морфології та особливо аломорфів (досить непередбачувані варіації суфіксів в різних обставинах), а також складна звукова система, яка включає в себе граматично значущі мутації до початкового приголосного слова. Очевидно, що жодна з цих характеристик не була присутня в попередньому першоірландському періоді. Значна частина комплексу аломорфів була згодом втрачена, але звукова система підтримується з невеликими змінами і в сучасних мовах-нащадках.

## Пам'ятки

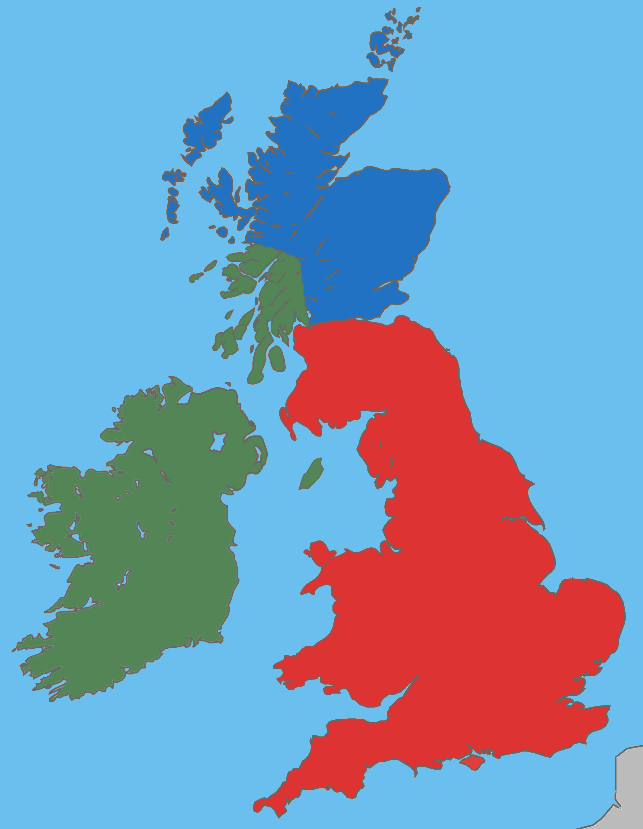
Британія та Ірландія в 1 тисячолітті нашої ери, до прибуття англів та саксів.
Переважно гойдельські землі
Переважно піктські землі
Переважно бритські землі.
Давньоірландська починає домінувати на піктських землях та крайніх північних частинах бритських земель

Прямі джерела давньоірландської є досить нечисленними порівняно з латиною або середньоірландською мовою, але все-таки достатньо комплексними, щоб дати досить чітке уявлення про те, як мова функціонувала.
Переважна більшість пам'яток складається з глосів, іншомовних або незрозумілих слів в тексті книги, вставлених як коментарі чи переклади на полях або між рядками рукописів, створених на континенті. Найбільш повними та відомими є глосарійні збірки, які зберігаються сьогодні в Санкт-Галлені, Вюрцбурзі та Мілані. Інші важливі глоси зберігаються в Турині, Карлсруе та Парижі. Вони датуються з 8-им і 9-им сторіччям, найдавнішими вважаються Вюрцбурзькі глоси.
Крім того, також на полях більших текстів зберігаються деякі вірші та інші короткі тексти. Найдавнішою такою пам'яткою є Amra Cholm Cille, хвалебний гімн на честь померлого у 597 році святого Колумби, засновника монастиря на острові Йона. Короткий вірш був написаний незабаром після його смерті приблизно в 600 році. Дещо більш відомою, ніж Amra Cholm Cille є поема Pangur Bán, яка, ймовірно, була створена на півдні Німеччини в 9 столітті. У ній йдеться про дружбу між монахом та білим котом Пангуром Баном, які живуть в одній келії.
Проте значно більша частина джерел давньоірландською являє собою переписані тексти пізніх часів з 10 по 16 ст. Копіювання старих рукописів було одним з основних занять монахів у середньовічних монастирях. Деякі тексти копіювались точно, деякі редагувались різною мірою, деякі були адаптовані лінгвістично і змістовно до тогочасної мови, також усувались помилки в тексті. Для сучасних дослідників реконструкція реального тексту, що складається з декількох "часових шарів", часто є досить важкою задачею. Такі тексти дуже часто є сумішшю середньоірландських та давньоірландських уривків, в яких давньоірландські частини пройшли через руки пізніших редакторів і могли бути змінені. Тому в лінгвістиці завжди необхідна надзвичайна обережність, тому що це рідко давньоірландська в чистому вигляді. Крім того, деякі текстові жанри, особливо юридичні тексти, змінилися набагато менше, ніж інші. Давність багатьох юридичних текстів (включаючи колекцію Senchus Már приблизно 7 століття) робить їх важливим джерелом вивчення давньоірландської мови та ірландського суспільства в цілому.

## Класифікація
Давньоірландська в свій час була єдиною мовою гойдельської/гельської гілки кельтських мов, які, у свою чергу, є підродиною ширшої індоєвропейської мовної сім'ї. Давньоірландська є предком усіх сучасних гойдельських: сучасної ірландської, шотландсько-гельської та менської.
Ще старіша форма ірландської називається первісною ірландською. Фрагменти первісної ірландської, переважно особисті імена, відомі з написів на камені, написані огамом. Написи датуються приблизно з 4-им по 6-им століттям. Первісна ірландська, вочевидь, була дуже близькою до пракельтської, предка всіх кельтських мов, вона також мала ряд особливостей, характерних для інших архаїчних індоєвропейських мов.

## Фонетика

### Приголосні
Приголосні звуки давньоірландської мови представлені в таблиці. Символи /N/, /Nʲ/, /L/, /Lʲ/, /R/, /Rʲ/ позначають сильні сонанти: їх точна артикуляційна характеристика неясна, але, ймовірно, вони вимовлялися як більш довгі і напружені в порівнянні зі слабкими /n/, /nʲ/, /l/, /lʲ/, /r/, /rʲ/.
|                         |         | Губні | Зубні | Ясенні | Задньоязикові | Гортанні |
| ----------------------- | ------- | ----- | ----- | ------ | ------------- | -------- |
| Носові                  | широкий | m     | N n   | N n    | ŋ             |          |
| Носові                  | вузький | mʲ    | Nʲ nʲ | Nʲ nʲ  | ŋʲ            |          |
| Проривні                | широкий | p b   | t d   | t d    | k ɡ           |          |
| Проривні                | вузький | pʲ bʲ | tʲ dʲ | tʲ dʲ  | kʲ ɡʲ         |          |
| Фрикативні              | широкий | f v   | θ ð   | s      | x ɣ           | h        |
| Фрикативні              | вузький | fʲ vʲ | θʲ ðʲ | sʲ     | xʲ ɣʲ         | hʲ       |
| Назалізовані фрикативні | широкі  | ṽ     |       |        |               |          |
| Назалізовані фрикативні | вузькі  | ṽʲ    |       |        |               |          |
| Апроксимант             | широкий |       | R r   | R r    |               |          |
| Апроксимант             | вузький |       | Rʲ rʲ | Rʲ rʲ  |               |          |
| Бокові приголосні       | широкий |       | L l   | L l    |               |          |
| Бокові приголосні       | вузький |       | Lʲ lʲ | Lʲ lʲ  |               |          |

### Голосні
Система давньоірландських голосних складається з 5 коротких і п'яти довгих монофтонгів і 12 дифтонгів.
|           | передній | передній | центральний | центральний | задній   | задній |
| --------- | -------- | -------- | ----------- | ----------- | -------- | ------ |
| довгий    | короткий | довгий   | короткий    | довгий      | короткий |        |
| закритий  | iː       | i        |             |             | uː       | u      |
| середній  | eː       | e        |             |             | oː       | o      |
| відкритий |          |          | aː          | a           |          |        |

| довгі | довгі | довгі | довгі | довгі | короткі | короткі |
| ai    | ia    | ui    |       | au    | ĭu      | ău      |
| oi    | ua    | iu    | eu    | ou    | ĕu      |         |

Класифікація коротких голосних в ненаголошених складах є досить складною. Всі короткі голосні в кінці слова в ненаголошених відкритих складах можуть стояти або після веляризованої, або після палаталізованої приголосної. Голосні переднього ряду (/e/ і /i/) після веляризованих приголосних пишуться в основному як ae або ai: можливо, мова йде про відтягування назад кореня язика, і вони вимовлялися приблизно як [ɘ] або [ɨ]. 

## Орфографія
Як і в більшості середньовічних мов, орфографія давньоірландської не була впорядкованою, тому наступні твердження слід вважати лише узагальненнями. Окремі рукописи можуть сильно відрізнятись від цих правил.
Давньоірландський алфавіт складається з наступних вісімнадцяти букв латинського алфавіту: a, b, c, d, e, f, g, h, i, l, m, n, o, p, r, s, t, u
| Приголосна | Початок слова                                          | Початок слова                                          | Початок слова                                          | Після голосної                                         |
| Приголосна | немутована форма                                       | назалізація                                            | леніція                                                | Після голосної                                         |
| ---------- | ------------------------------------------------------ | ------------------------------------------------------ | ------------------------------------------------------ | ------------------------------------------------------ |
| b          | /b/                                                    | —                                                      | /v/                                                    | /v/                                                    |
| c          | /k/                                                    | /ɡ/                                                    | —                                                      | /k, ɡ/                                                 |
| d          | /d/                                                    | —                                                      | /ð/                                                    | /ð/                                                    |
| f          | /f/                                                    | /v/                                                    | silent                                                 | /f/                                                    |
| g          | /ɡ/                                                    | —                                                      | /ɣ/                                                    | /ɣ/                                                    |
| h          | використовувалась для означення фрикативних ch, th, ph | використовувалась для означення фрикативних ch, th, ph | використовувалась для означення фрикативних ch, th, ph | використовувалась для означення фрикативних ch, th, ph |
| l          | /L/                                                    | /L/                                                    | /l/                                                    | /l/                                                    |
| m          | /m/                                                    | /m/                                                    | /ṽ/                                                    | /ṽ/                                                    |
| n          | /N/                                                    | /N/                                                    | /n/                                                    | /n/                                                    |
| p          | /p/                                                    | /b/                                                    | —                                                      | /p, b/                                                 |
| r          | /R/                                                    | /R/                                                    | /r/                                                    | /r/                                                    |
| s          | /s/                                                    | /s/                                                    | /h/                                                    | /s/                                                    |
| t          | /t/                                                    | /d/                                                    | —                                                      | /t, d/                                                 |